# Epalzeorhynchos
Epalzeorhynchos ist eine Gattung aus der Familie der Karpfenfische (Cyprinidae). Die Arten sind ausschließlich in Südostasien verbreitet, manche sind bei Aquarianern beliebte Zierfische.

## Merkmale
Dorsale (Rückenflosse) ohne Hartstrahlen, mit 10 bis 13 geteilten Weichstrahlen. Unterlippe und Oberlippe sind mit einem schmalen Membranbändchen (Frenulum) verbunden. Bei Epalzeorhynchos sind zwei Paare Barteln vorhanden. Die maxillaren Barteln am Mund sind recht gut entwickelt, die Spitzen reichen vertikal fast bis zur Mitte der Augen. In einer Grube an den Seiten der Schnauze, nahe der Basis der Rostralbarteln liegen steife, frei bewegliche Hautfortsätze (Rostrallappen, auch Rostralpapillen).

## Systematik
Die Gattung Epalzeorhynchos wurde von Bleeker auf Basis der Typspezies Epalzeorhynchos kalopterus – vormals Barbus kalopterus – erstellt. Obwohl die Gattung in der Erstbeschreibung deutlich definiert wurde, brachten auch erfahrene Autoren die Gattungen Epalzeorhynchos, Crossocheilus (von griechisch krossos „Franse“, und cheilos „Lippe“) und Labeo durcheinander, sodass immer wieder Arten in andere Gattungen überführt wurden. In einer Revision mehrerer Gattungen klärte Bănărescu 1986 einige nomenklatorische Probleme und erkannte drei Arten als gültig an. Roberts stellte 1989 vier Arten in die Gattung. Yang und Winterbottom stellten 1998 inklusive Epalzeorhynchos bicornis fünf Arten in die Gattung. Sie wiesen jedoch darauf hin, dass Epalzeorhynchos bicornis nicht zur Gattung gehören könnte. Ohne weitere Untersuchungen wollte sie aber keine Entscheidung fällen. Bis 2006 wurde Epalzeorhynchos bicornis daher zur Gattung gerechnet. Wegen Unterschieden in der Position und Struktur der Rostrallappen beschrieben Zhang und Kottelat 2006 eine neue Gattung namens Akrokolioplax und stellten Epalzeorhynchos bicornis als einzige Art Akrokolioplax bicornis (Wu, 1977) in diese neue, monotypische Gattung.
Die Gattung Epalzeorhynchos umfasst somit aktuell vier Arten:
- Feuerschwanz-Fransenlipper (Epalzeorhynchos bicolor (Smith, 1931))
- Grüner Fransenlipper (Epalzeorhynchos frenatus (Fowler, 1934))
- Schönflossige Rüsselbarbe (Epalzeorhynchos kalopterus (Bleeker, 1850))
- Epalzeorhynchos munense (Smith, 1934)